# Radio digital
La radio digital es un sistema de radiodifusión de audio, que se distingue por la emisión de señal digital. Actualmente existen varios sistemas de radiodifusión digital conocidos con repercusión a nivel mundial, por ejemplo: IBOC (In-band On-channel), DAB (Digital Audio Broadcasting), DRM (Digital Radio Mondiale). Algunos sistemas de TV digital también están bien adaptados a la difusión de emisiones sonoras.

## Historia
La creciente necesidad de desarrollar un sistema digital de radiodifusión hizo que diversas empresas, con el final del siglo XX, principios del siglo XXI, se lanzaran a la búsqueda de un sistema que pudiera ser útil y rentable, basándose en distintas filosofías de creación. Mientras que Europa iniciaba sus estudios mediante el proyecto Eureka 147, tratando de ganar calidad, Estados Unidos, mediante la empresa iBiquity Digital Corporation, buscaba un sistema muy adaptativo que permitiera un cambio gradual de los receptores, el IBOC.
Actualmente el IBOC se está implantando con relativa facilidad en los países donde se ha adoptado este sistema, debido a su filosofía. En Europa el sistema DAB se está implantando de forma más lenta y con algo más de dificultad en algunos países, pero otros países como Suecia ya tienen planes para apagar la FM.
La Radio Digital es el más significativo avance en tecnología de radio desde la introducción del FM stereo. Ofrece tanto a oyentes como emisoras una interesante combinación de beneficios y oportunidades:
Por parte de los oyentes
1. Proporciona gran calidad en la recepción de señales sonoras, equivalente a la del Disco Compacto.
2. Robustez del sistema de transmisión aéreo. Receptores móviles y portátiles libres de interferencias (multipath, fading, co-channel) en la recepción; es decir, resuelve los problemas de distorsión y cancelaciones que sufren las señales de FM en móviles (vehículos en movimiento).
3. Receptores de bajo costo (en el largo plazo).
4. Mayor variedad en la información recibida. Texto, Multimedia.

Por parte de las emisoras
1. Permite configurar Redes de Frecuencia Única, que permiten la recepción de un programa en la misma frecuencia a todo el territorio de cobertura, sin necesidad de resintonizar el equipo receptor. Esta es una gran ventaja respecto a la FM convencional, donde se requieren redes multifrecuencia para la difusión de un programa en zonas amplias de cobertura u orográficamente complejas.
2. Garantiza calidad elevada en recepción con niveles de señal reducidos. Una relación S/N (diferencia entre la señal recibida y el ruido) de 9 dB permite ya una señal sonora de calidad, frente de los 50 dB (decibelios) s/n que se requieren en FM.
3. Optimiza y economiza el espectro radioeléctrico, combinando un solo bloque y, por tanto, un solo transmisor, dando lugar a un mayor número de estaciones. Ofrece mayor cobertura, llegando a lugares de difícil acceso.
4. Flexibilidad: el sistema DAB provee un canal digital de metadatos por el cual se puede entregar un amplio rango de tipos de servicios, desde audio hasta multimedia, mediante el envío de información adicional visualizable en pantalla:
  - informaciones asociadas al programa (título de la canción, intérprete, año, etc)
  - información complementaria e independiente
  - imágenes, mapas, etc.
  - incluso el sistema puede proveer servicios con más valor agregado, que son un desafío a la innovación de los radiodifusores (web, vídeo, letras de canciones, etc.).

5. Al ser un canal digital, se pueden multiplexar diez o más servicios de alta calidad. El multiplex puede ser reconfigurado dinámicamente para introducir nuevos servicios temporales o de suscripción, por ejemplo.

## Estándares de radio digital

### DRM (Digital Radio Mondiale)
El DRM es un sistema creado por el consorcio del mismo nombre, cuya misión era establecer un sistema digital para las bandas de radiodifusión con modulación de amplitud, Onda Larga (ondas kilométricas), Onda Media (ondas hectométricas) y Onda Corta (ondas decamétricas), por debajo de 30 MHz. El 16 de junio de 2003 se iniciaron las primeras emisiones regulares.
El sistema ha sido aprobado en el año 2003 por la UIT (recomendación ITU-R BS 1514) y recomendado por ese organismo como único estándar mundial en las bandas entre 3 y 30 MHz (Onda Corta).
También ha sido estandarizado por la norma IEC-62272-1 y por la ETSI ES-201980.
Actualmente DRM es estándar para radio digital que cubre las siguientes bandas de radiodifusión: en Amplitud Modulada (onda larga, onda media y onda corta) y en Frecuencia Modulada también conocido como DRM+.

### ISDB-Tsb
ISDB-Tsb (Terrestial sound broadcasting) es otra norma para la radio digital terrestre. La especificación técnica es la misma que ISDB-T. ISDB-Tsb soporta el codec MPEG2, transmitida por BST-OFDM usando 1 o 3 segmentos, siendo compatible con el servicio 1Seg de ISDB-T. Su implementación está planificada para julio del 2011, después del apagón de la televisión analógica y usaría dichas frecuencias liberadas (90-108 MHz). La radiodifusión analógica en FM de Japón (que se ubica entre 76 y 90 MHz) no sería reemplazada. El ISDB-Tsb sería un servicio radial complementario al FM analógico. Se efectúan transmisiones de pruebas desde en octubre de 2003 en Tokio y Osaka patrocinadas por Digital Radio Promotion Association (DRP). En este caso se están usando las frecuencias correspondientes al canal 7 en VHF (188-192 MHz).

### DAB (Digital Audio Broadcasting)
Año de creación: primeros pasos en septiembre de 1995 en el Reino Unido.
Principales países donde se utiliza: principales países europeos (Noruega, España, Italia, Suecia, Suiza, Dinamarca, Alemania, Francia, Reino Unido y Bélgica), Australia y algunos países asiáticos, como China.
Ventajas: da una altísima calidad de audio, sin consumir demasiados recursos. Permite una red de frecuencia única y una oferta mucho más amplia que en la FM analógica.
Inconvenientes: a diferencia del IBOC, no permite “incluir” señal analógica dentro del mismo ancho de banda, lo que hace que la señal solo sirva a receptores digitales.
Rango de precios de sus receptores (2014): entre 12 y 230 €.
Bandas de transmisión utilizadas: banda III (de los 174 a 240 MHz) y banda L (de los 1452 a 1492 MHz); esta última es peor porque al ser la frecuencia más alta, se pierde cobertura, si bien puede compensarse mediante repetidoras. En Estados Unidos es destinada a uso militar y en España se usará para 4G. En algunos países puede también transmitir por banda UHF.

### IBOC (In-band On-channel)
Año de creación: aprobación del estándar AM en abril de 2005.
Principales países donde se utiliza: Estados Unidos, México, El Salvador, Tailandia,[cita requerida] Indonesia,[cita requerida] Nueva Zelanda,[cita requerida] Brasil,[cita requerida] Filipinas,[cita requerida] Panamá, República Dominicana y Puerto Rico; aunque algunas empresas como Microsoft tratan de impulsarlo en países que quieren implantar el DAB, como Francia.[cita requerida]
Ventajas: posibilidad de convivencia de receptores analógicos y digitales mediante la misma señal recibida.
Inconvenientes: la convivencia de ambas señales puede producir solapamientos y, por tanto, pérdidas cualitativas, menor cobertura que la FM y al usar la red de FM no permite una red de frecuencia única.
Rango de precios de sus receptores (noviembre de 2006): entre 150 y 300 $
Bandas de transmisión utilizadas: frecuencias de 530 a 1710 kHz (AM) y de 87.5 a 108 MHz  (FM).

## Radio digital terrestre en el mundo

### África

#### Namibia
DVB-T2 se está usando para radio digital.

#### Esuatini
DVB-T2 se está usando para radio digital.

#### Kenia
DVB-T2 se está usando para radio digital.

#### Congo
DVB-T2 se está usando para radio digital.

#### Niger
DVB-T2 se está usando para radio digital.

#### Nigeria
DVB-T2 se está usando para radio digital.

#### Togo
DVB-T2 se está usando para radio digital.

#### Benín
DVB-T2 se está usando para radio digital.

#### Malaui
DVB-T2 se está usando para radio digital.

#### Madagascar
DVB-T2 se está usando para radio digital.

#### Seychelles
DVB-T2 se está usando para radio digital.

#### Santa Helena
DVB-T2 se está usando para radio digital.

#### Argelia
DVB-T se está usando para radio digital.

#### Túnez
DVB-T se está usando para radio digital.

#### Mauricio
DVB-T se está usando para radio digital.

#### Sudáfrica
Las emisiones se ofrecen en DMB. Son llevadas por la empresa MobileTV, en el que el 20 % de las acciones son de la Cámara Nacional de Comercio (NAFCOC).
Ahora hay emisiones de radio digital en DVB-T2.

#### Ghana
Sus emisiones digitales son en DMB de pago.

### América

#### Argentina
El Gobierno argentino aún no decide el estándar que se utilizará para digitalizar la radio.
En 2019, Futurock anunció que su radio será la primera del país en experimentar con radio digital terrestre, a pesar de que comenzó sus emisiones en internet en julio de 2016. El 19 de febrero de 2020 llega a Buenos Aires Aspen 102.3 a través del canal 35.3 (TDA) respectivamente, es perteneciente a Grupo Octubre (Albavisión en ese entonces).
ISDB-Tsb podría considerarse como la opción más adecuada.  
DRM es considerado por el COPITEC como el estándar más conveniente para el país.

#### Colombia
A finales de 2017, en Colombia no se había adoptado ningún estándar de radio digital terrestre. Por otra parte, los operadores de televisión que cuentan con emisoras de radio analógicas usan sus frecuencias de DVB-T2 para retransmitirlas en Bogotá y algunas ciudades principales: RTVC (Radio Nacional de Colombia y Radiónica), Caracol Televisión (Blu Radio y La Kalle) y RCN Televisión (RCN Radio, La FM, Radio Uno y La Mega)

#### Granada
DVB-T2 se está usando para las emisiones de radio digital.

#### Jamaica
DVB-T2 se está usando para las emisiones de radio digital.

#### Trinidad y Tobago
DVB-T se está usando para las emisiones de radio digital.

#### Groenlandia
Hay emisiones de radio digital en DVB-T.

#### Chile
El Gobierno de Chile aún no decide el estándar que se utilizará para digitalizar la radio.
En enero de 2018, la Universidad de Santiago de Chile anunció que su radio será la primera del país en experimentar con radio digital terrestre. El 25 de marzo de 2018 llegan a Santiago, FM Plus y Radio Canal 95 a través de los canales 14.3 y 14.4 (TVD) respectivamente, ambas perteneciente a CNC Medios.
ISDB-Tsb podría considerarse como la opción más adecuada.

#### Costa Rica
En Costa Rica la emisora Radio América (780 AM) hace transmisiones regulares en HD Radio. Esta radioemisora pertenece al Grupo Extra, propietaria de Diario Extra.
ISDB-Tsb podría considerarse como una opción más adecuada.

#### El Salvador
La radio digital terrestre está en el formato HD Radio.
ISDB-Tsb podría considerarse como una opción más adecuada.

#### Panamá
Sus emisiones digitales se ofrecen en HD Radio, es decir, radio híbrida. Antes se hicieron pruebas en DAB y DRM.
DVB-T2 podría ser lo más viable actualmente.

#### Perú
Perú aún no decide el estándar que será usado para la radio digital.
Mientras tanto, en el canal 6.3 (multiplex 29 UHF) de la Televisión digital terrestre en Lima se puede escuchar la señal de audio de Z Rock & Pop de Corporación Universal, en 2018, también se pudo escuchar en el canal 11.3 (multiplex 38 UHF) la señal de audio de Viva FM, sin embargo con el cambio de nombre de RBC Televisión a Viva TV en el canal principal 11.1, la radio fue desactivada.
La opción más adecuada para este país sería ISDB-Tsb.

#### Estados Unidos
En este país la radio digital está a cargo de la empresa iBiquity, cuyo sistema comercial es el HD Radio, el cual ofrece, de momento, la transmisión de radio híbrida, es decir, transmitir tanto la señal analógica como la digital.

#### México
Desde el mes de marzo de 2012, en algunas ciudades del país, varias estaciones transmiten su programación en el sistema HD Radio.
En México se decidió adoptar el sistema In-band on-channel (IBOC) al igual que en Estados Unidos, conociéndose con las iniciales del sistema; junto al sistema Digital Radio Mondiale (DRM). La primera estación de radio en transmitir con este sistema en México fue bautizada como Magia Digital 100.7, emisora comercial perteneciente al Grupo Radio México, localizada en Ciudad Juárez, Estado de Chihuahua.

### Asia

#### Singapur
Singapur abandonó el DAB+ en 2012.

#### Hong Kong
Desde 2011 se ofrecían emisiones en DAB+. En 2017 fue abandonado.

#### India
Se está emitiendo en DRM.
Hay también emisiones de radio disponibles en DVB-T2-Lite.

#### Pakistán
Pakistán adoptó DRM30 y DRM+.

#### UAE
DVB-T2 se está usando para las emisiones de radio digital.

#### Indonesia
DVB-T2 se está usando para las emisiones de radio digital.

#### Malasia
DVB-T2 se está usando para las emisiones de radio digital.

#### Myanmar
DVB-T2 se está usando para las emisiones de radio digital.

#### Irán
DVB-T se está usando para las emisiones de radio digital.

#### Israel
DVB-T se está usando para las emisiones de radio digital.

#### Japón
Sus emisiones digitales son en el formato ISDB.

#### Vietnam
Las emisiones digitales se ofrecen en pruebas en DMB. Este año 2012 se ha pedido la licencia definitiva.
Ahora hay emisiones de radio digital en DVB-T.

#### Corea del Sur
Pionera en las emisiones DMB, ofrece múltiples en DMB y DAB con un total de 16 emisoras.

#### Malasia
Las emisiones digitales están en DMB y en DAB+.

#### China
Las emisiones se ofrecen en DAB y DMB.

#### Taiwán
Se emite en DAB y DAB+ con hasta 13 emisoras.

#### Kuwait
Se ha encargado recientemente a la empresa Factum la migración a DAB+ y probablemente haya más encendidos. Actualmente emite un múltiple en DAB.

### Europa

#### Portugal
Portugal abandonó el DAB en 2011.

#### Finlandia
Finlandia abandonó el DAB en 2005. Posteriormente se continuó con la radio digital en DVB-T.
Las radios piden al gobierno finlandés que la FM sea obligatoria en los autos vendidos en Finlandia.

#### Rusia
DVB-T2 se está usando para la radio digital.
También adoptó DRM30 y DRM+.

#### Armenia
DVB-T2 se está usando para la radio digital.

#### Moldavia
DVB-T2 se está usando para la radio digital.

#### Montenegro
DVB-T2 se está usando para la radio digital.

#### Albania
DVB-T2 se está usando para la radio digital.

#### San Marino
DVB-T se está usando para la radio digital.

#### Eslovaquia
DVB-T se está usando para la radio digital.

#### Austria
DAB hasta el 2008. Ahora DAB+. También hay emisiones de radio digital en DVB-T2.
La ORF rechazó el DAB+ en 2016. Pero sí emite radio en DVB-T2.

#### Croacia
Desde 1997 se ofrecía un múltiple en DAB para Zagreb y algunas zonas de su alrededor. Ahora DAB+.
También hay emisiones de radio digital en DVB-T2.

#### Países Bajos
Gracias al contexto favorable, y una vez puestos plazos de cobertura, desde el verano de 2012 se ofrece un múltiple privado en DAB+ y DMB.
Ahora hay también emisiones de radio digital en DVB-T.

#### Polonia
Las emisiones están en DAB+ y DMB. Desde finales de 2012, InfoTVOperator y la corporación pública de radio prueban el DAB+.
Ahora hay también emisiones de radio digital en DVB-T.

#### Hungría
Emite un múltiple local en DAB+ desde 2009.
Ahora hay también emisiones de radio digital en DVB-T.

#### Bélgica
Las emisiones son en el formato DAB+ con emisiones distintas según región. Se está planteando la posibilidad de emitir en DAB+ entre innovaciones como la TDT en DVB-T2.
Ahora hay también emisiones de radio digital en DVB-T.

#### República Checa
Teleko lleva un múltiple mixto en DAB/DAB+ desde 2007. Ahora la idea es definir más claramente los procesos de digitalización.
Ahora hay radio digital en DAB+ y DVB-T.

#### Grecia
Hay emisiones de radio digital en DAB+ y DVB-T.

#### Reino Unido
Lleva emitiendo en DAB desde el 2000. También en DAB+. Existen múltiples regionales, nacionales y locales.
Ahora hay también emisiones de radio digital en DVB-T y DVB-T2.

#### Irlanda
Sus emisiones digitales actualmente constan de un múltiple en DAB llevado por RTÉ. Desde el verano de 2012, hay un múltiple privado en pruebas en los formatos DAB y DAB+. Se da el caso de que una de las emisoras es en irlandés.
Ahora hay también emisiones de radio digital en DVB-T.

#### Ciudad del Vaticano
DAB, DAB+, y DVB-T se están usando para la radio digital.

#### Italia
Lleva emitiendo en DAB desde 2005 y en DAB+ desde 2007.
Ahora hay también emisiones de radio digital en DVB-T.

#### España
Desde 2000, se emiten tres múltiples nacionales:
- FU-E
- MF-I
- MF-II

La cobertura solo está en Madrid y Barcelona y en formato DAB.
Desde el 13 de febrero de 2024 emite un múltiplex en pruebas en Bilbao, Murcia, Sevilla y Valencia con las emisiones en formato DAB+ de Radio 1, Radio Clásica, Radio 3 y Radio 5.
Ahora hay también emisiones de radio digital en DVB-T.

#### Gibraltar
A finales de 2012, se activaron los servicios de Radio digital DAB+, que son llevados por la empresa Arqiva. Las emisiones, junto a las de TDT salen desde el Peñón y cubren todo el territorio.

#### Malta
Fue el primer país en emitir en DAB+ y ofrece en sus emisiones emisoras nacionales e internacionales en inglés, italiano y maltés (lenguas oficiales de ese país).

#### Francia
Las emisiones digitales llevan desbloqueadas desde marzo de 2012, cuando se decidió acelerar el proceso de concesión de licencias de DAB. Además, existen múltiples locales en pruebas. El sistema a utilizar será finalmente en DAB+, aunque no hay frecuencias para Radio France y los grupos más importantes se han retirado del concurso. El 20 de junio de 2014 se empezó a emitir en París, Marsella y Niza.

#### Dinamarca
Las emisiones se ofrecen en DAB+, con dos múltiples compartidos entre la DR y emisoras privadas. Posible apagón analógico no antes del 2023.

#### Suiza
Las emisiones son actualmente en DAB+, con decenas de emisoras según la zona lingüística. El apagón analógico de radio está previsto para 2024.
Las radio FM privadas Romandes piden al gobierno poder seguir transmitiendo. Pero la decisión de digitalizar vino del 80% de las radios, así que les corresponde a ellas de proponer una solución.

#### Suecia
Teracom es quien lleva las emisiones digitales, con múltiples en DAB y DAB+. Actualmente hay un concurso de licencias privadas en DAB+. Hubo una propuesta de apagón de la FM en 2022 que fue rechazada.
Las radios piden al gobierno sueco que la FM sea obligatoria en los autos vendidos en Suecia.

#### Alemania
Desde 2011 se emite en DAB+. Es uno de los países que más se han tomado en serio la Radio digital. Hubo una propuesta de apagar la FM en el 2025, pero se otorgaron posteriormente licencias FM que vencen en el 2029.
La red FM se desagregó y ya hay emisiones que cesaron.

#### Noruega
Las emisiones se ofrecen en formato DAB y DAB+. El apagón analógico comenzó a partir del 10 de enero de 2017, causando controversias en torno a lo prematuro de la decisión.
Todavía hay emisiones locales en FM.
Hay también emisiones de radio digital en DVB-T.

### Oceanía

#### Nueva Zelanda
Las emisiones de prueba se ofrecieron en DAB y DAB+ hasta 2018.
Ahora hay emisiones de radio digital en DVB-T.

#### Australia
Sus emisiones se ofrecen en DAB+ desde 2007.
Ahora también hay emisiones de radio digital en DVB-T2.

## Apagón analógico
- 2017:  Noruega[5] Radios FM nacionales solamente, locales pueden seguir transmitiendo.
- 2023:  Dinamarca (posible para FM)[6][7]
- 2024:  Suiza[8]
- 2029:  Alemania (posible para FM)[9]